# Thulay
Thulay település Franciaországban, Doubs megyében. Lakosainak száma 206 fő (2022. január 1.). Thulay Seloncourt, Bondeval, Hérimoncourt és Roches-lès-Blamont községekkel határos.

## Népesség
A település népessége az elmúlt években az alábbi módon változott:
| Lakosok száma | 95   | 119  | 140  | 204  | 224  | 220  | 218  | 213  | 212  | 206  |
|               | 1968 | 1982 | 1990 | 2006 | 2013 | 2015 | 2017 | 2019 | 2020 | 2022 |